# 六耳獼猴
六耳猕猴，又称假行者、假猴王，是中国古典小说《西游记》中的反派人物。 

## 人物简介
六耳猕猴是《西游记》中的人物，出现在真假美猴王这篇故事中。本身沒有姓名，根據如來佛所說：六耳獼猴不屬「五仙」， 亦不屬「五蟲」，是混世四猴之一，同屬於傳說中的四大靈猴之一，其他分別是：靈明石猴（孫悟空）、赤尻馬猴、通臂猿猴。 
六耳猕猴和孙悟空一模一样，《西遊記》描述其外貌為：
|  | 模样与大圣无异：也是黄发金箍，金睛火眼；身穿也是绵布直裰，腰系虎皮裙；手中也拿一条儿金箍铁棒；足下也踏一双麂皮靴；也是这等毛脸雷公嘴，朔腮别土星，查耳额颅阔，獠牙向外生。 |

武功和神通（也稱「神力」或「法寶」）也和孙悟空不相上下。同往取西經的其余师徒三人、观音菩萨、天界神仙、十殿阎罗都分辨不出真假。
仅有谛听和如来佛祖识出了真身，由於當下的情況使谛听不便明说，因此交由如来佛祖來處理。
如来佛祖说道: 
|  | 此猴若立一处，能知千里外之事；凡人说话，亦能知之。故此善聆音，能察理，知前后，万物皆明。与真悟空同像同音者，六耳猕猴也。 |

## 剧情表现
孙悟空西天取经中途，遇到强盗打劫，打死了两人，被唐僧责怪并赶走，无奈之下投奔南海，面见观音菩萨诉苦。
此时六耳猕猴趁机化为悟空的模样将唐僧打倒，抢走了行李，回到花果山。
沙僧赶来之时，已选了一些妖猴变作唐僧、猪八戒、沙僧、白龙马的模样，气得沙僧打死假沙僧，之后沙僧被赶了出去。
后来真悟空从南海趕来之后与其一同争斗。众猴及沙僧不能辨认真假。
随后二人打到南海，又打到天宫，亦曾见唐僧，甚至打到冥府，都不能辨认。
地藏王菩萨讓谛听來听出真假，谛听因無法擒拿對方而没有当面说破，劝二人去找如来佛祖。
在西天大雷音寺被如来佛祖认出是不在周天十类的混世四猴之一「六耳猕猴」。
被认出之后急忙逃走却被金钵盂压下而现出原型，最后被孙悟空用如意金箍棒打死。

## 相關推敲
也有解讀指六耳猕猴是孫悟空的分身，是孫悟空故意變法術打唐僧，同時又自己組隊去西天取經，以示對唐僧經常驅逐的不滿。
也有說六耳猕猴是悟空心中的惡念，是花果山為美猴王的魔性，當六耳獮猴被滅，也代表悟空的心魔也滅，可以全心扶助玄奘上路取經。
也有說法稱當時被打死的是孫悟空，「真假美猴王」之後與唐僧前往西天取經的其實是六耳獼猴，理由是六耳獼猴與孫悟空的差異僅在耳朵與神通，其餘並無分別。

## 影视形象
電視劇
- 《西游记续》（1982）
- 《西遊記（貳）》（1998）
- 《西游记后传》（2000）
- 《齐天大圣孙悟空》（2002）
- 《浙版西游记》（2010）
- 《张版西游记》（2011）

動畫
- 《西游记》（1998）
- 《美猴王》（2010）
- 《新神榜：哪吒重生》（2021）
- 《悟空小侠》（2020）